# Gaz natural

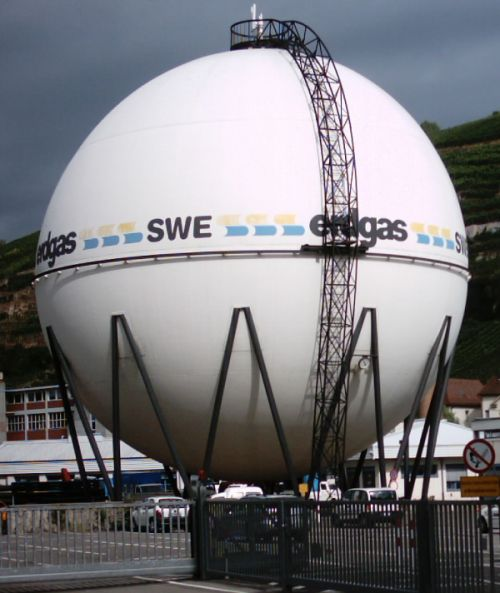
Rezervor sferic de gaz

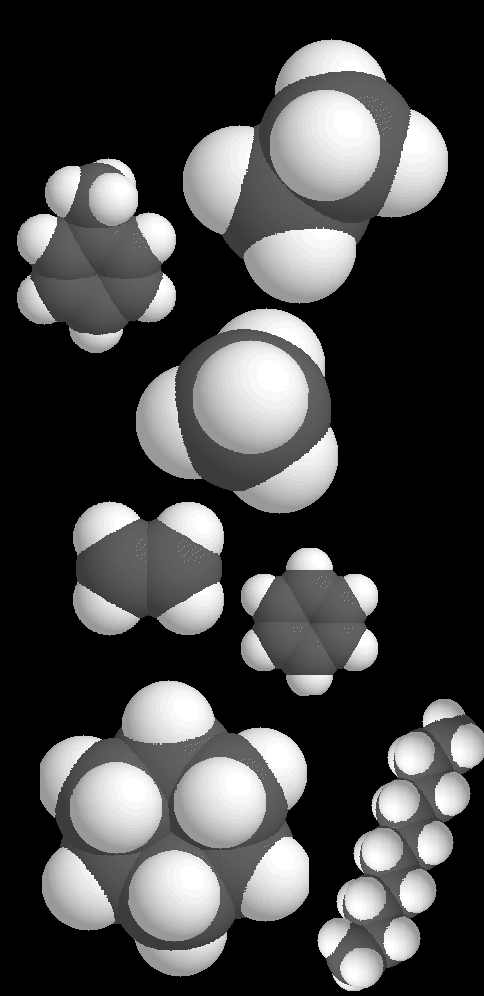
Modele de structură a unor hidrocarburi.

Gazul natural este un gaz inflamabil care se află sub formă de zăcământ în straturile din adâncime ale pământului. Gazul natural este asociat cu zăcăminte de petrol, procesele lor de formare fiind asemănătoare. Compoziția gazului natural constă în cea mai mare parte în metan, deosebindu-se de acesta prin compoziția chimică. 

## Compoziție și răspândire
Gazul natural este un amestec de gaze, care poate fi foarte diferit după așezarea zăcământului. Cea mai mare parte este constituită din metan, la care se adaugă uneori cantități apreciabile de hidrocarburi saturate (alcani), metan (CH4), etan (C2H6), propan (C3H8), hidrocarburi nesaturate, alchene sau olefine, și hidrocarburi aromatice sau arene care în lanțul formulei chimice au o legătură dublă (=) ca etena (etilena) C2H4. Alcanii ce au o structură chimică inelară mai sunt numiți și cicloalcani, având formula chimică generală CnH2n. Alchenele pot avea de asemenea forme ciclice ca ciclopentanul.
Alchinele sunt hidrocarburi ce conțin mai multe triple legături chimice, cel mai reprezentativ fiind etina (acetilena): C2H2. Ultima grupă mai importantă a hidrocarburilor nesaturate este benzenul care are o formă structurală ciclică: C6H6; dintr-o subgrupă a acestor hidrocarburi aromatice face parte naftalina: C10H8, pe când terpenele (terebentina) nu sunt hidrocarburi pure din punct de vedere chimic.
Gazele naturale mai conțin: vapori de gaze condensate din care cauză mai sunt numite gaze umede, hidrogen sulfurat (H2S), care necesită îndepărtarea sulfului, și până la 9 % dioxid de carbon (CO2) care diminuează calitatea gazului.
În general, gazul natural are în compoziție 85 % metan, 4 % alți alcani (etan, propan, butan, pentan) și 11 % gaze inerte (care nu ard). Deosebit de valoroase sunt gazele naturale care conțin heliu, aceste gaze fiind sursa principală de obținere a heliului.

## Formare și exploatare

Formarea metanului într-o stație de producere a biogazului

Gazul natural ia naștere prin procese asemănătoare petrolului cu care este găsit frecvent. Gazul se formează din organisme microscopice moarte (alge, plancton) fiind izolat de aerul atmosferic, în prezența unor temperaturi și presiuni ridicate, condiții care au luat naștere prin sedimentarea pe fundul mărilor fiind acoperite ulterior de straturi impermeabile de pământ.
Cea mai mare parte a gazelor naturale s-au format în urmă cu 15 până la 600 milioane de ani, fiind asociate cu zăcămintele de petrol, mai rar se pot găsi zăcămintele unice de petrol sau gaz. Pentru prima oară în 1844 s-a găsit în Europa gaz natural în zona gării de est din Viena, urmate de noi descoperiri în 1892 prin forajele din regiunea Wels, Austria. Zăcăminte mari de gaz se găsesc în North Field (peste 900 TCF sau 25 miliarde (10¹²) m3) în Qatar (peninsula Arabiei) și Urengoi (peste 300 TCF sau 8 milarde (10¹²) m3) din Siberia, Rusia. De asemenea se presupune existența unor zăcăminte de gaz și mai mari în Iran.

## Proprietăți
Gazul natural este un amestec puternic inflamabil, de regulă incolor și inodor (din care cauză pentru odorizare se adaugă gazului mercaptan cu scopul de a ușura detectarea scurgerilor) cu o temperatură de aprindere de circa 600 °C. Este un gaz mai ușor ca aerul; pentru arderea 1 m³N de gaz sunt necesari circa 10 m³N de aer. Gazul este clasificat după compoziție în diferite categorii, gaz sărac și gaz bogat. Gazul sărac are un procent mai ridicat de metan (87–99 % volumic), pe când în gazul bogat conținutul în metan oscilează între 80 și 87 % volumic, având în compoziție cantități mai mari de dioxid de carbon și azot. Densitatea este între 0,700–0,840 kg/m³. După compoziție (gaz sărac sau gaz bogat), căldura degajată prin ardere (puterea calorifică) este: 8,2–11,1 kWh/m³N = 30–40 MJ/m³N, iar temperatura de fierbere este de -161 °C.

## Transport și depozitare
Poate fi transportat prin conducte sau cu alte mijloace de transport în stare comprimată sau în stare lichidă, actualmente fiind folosit pe scară tot mai largă ca înlocuitor al benzinei.
Uscarea gazului reprezintă procesul de înlăturare a vaporilor de apă, care face parte din metodele de pregătire a gazului înainte de utilizare. Îndepărtarea apei din gaz este importantă, deoarece prin uscarea gazului se înlătură posibilitatea formării cristalohidraților. Aceștia sunt impurități solide care blochează conductele și dăunează armăturilor. Gradul de uscare al gazului se stabilește astfel încât cristalohidrații să se formeze doar sub -8 °C .

## Producția mondială de gaz

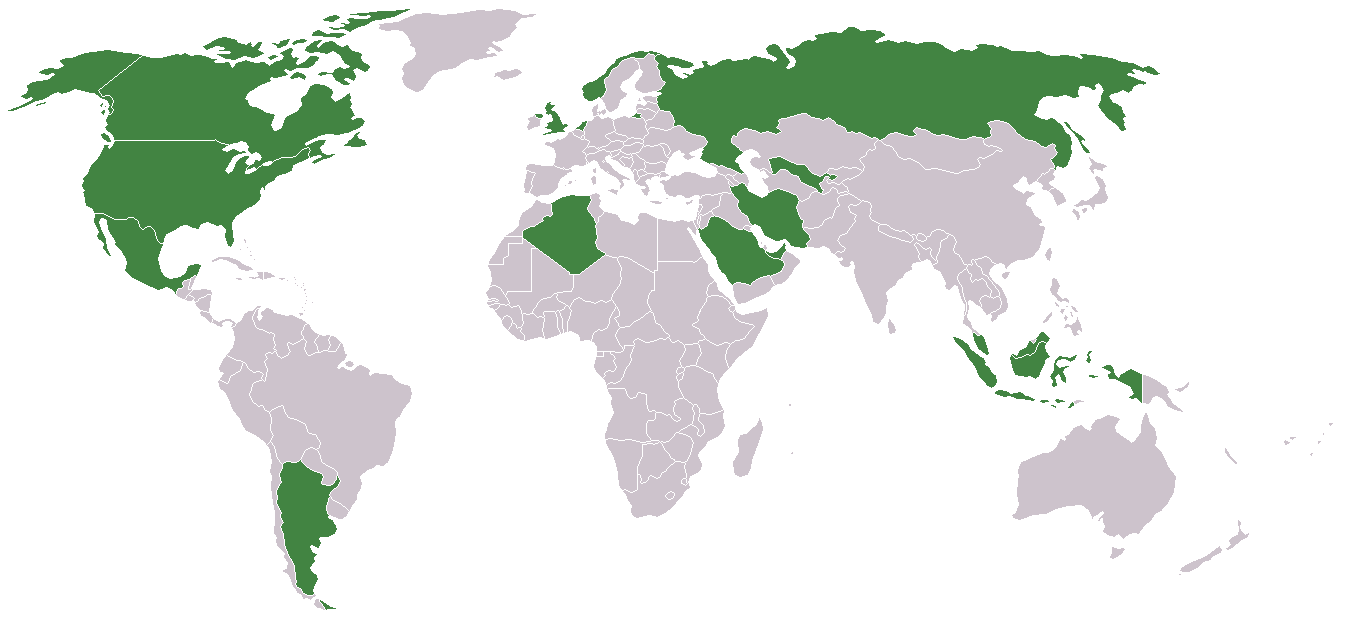
15 state exploatează 84 % din producția mondială de gaz

Cantitatea netă de gaz exploatat în anul 2004 a fost de 2.689 miliarde m³, din care 22 % revine Rusiei, 20 % Statelor Unite ale Americii, 6,8 % Canadei, 3,6 % Regatului Unit, 3 % Algeriei și 17,2 % Indoneziei, Olandei, Uzbekistanului, Iranului, Argentinei, Mexicului, Arabiei Saudite, Malaysiei și Germaniei, iar 0,6 % Austriei.
Zăcămintele de gaz, de regulă, sunt sub presiune, fapt ce ușurează exploatarea lui. Rezervele globale de gaz estimate în anul 2004 sunt de 170.942 miliarde m³, respectiv 185 miliarde tone (SKE) care ar acoperi necesarul pe o perioadă de 67 de ani. Din această cantitate de gaz, 2.830 miliarde m³ aparțin Orientului Apropiat (Peninsula Arabă, o parte din Nordul Africii), 64.020 miliarde m³ Europei și Statelor GUS (Uniunii Sovietice), 14.210 miliarde m³ Asiei și Australiei, 14.060 miliarde m³ Africii, 7.320 miliarde m³ Americii de Nord și 7.100 miliarde m³ Americii de Sud.
Cererea globală este așteptată să sară de 5,1 trilioane de metri cubi (tmc) până în 2035, cu 1,8 tmc mai mult decât în 2011.
Gazul natural acoperă 24 % din necesarul de energie al lumii. În industria chimică este utilizat pe scară largă ca materie primă. Metanul este utilizat pentru producerea de amoniac, metanol și benzen. Etanul este utilizat pentru producerea de etilenă și alte alchene, în timp ce propanul pentru producerea de propilenă, acid acrilic și acrilonitril.